# Chadzjimurat Gatsalov
Chadzjimurat Gatsalov, född den 11 december 1982 i Nordossetien, är en rysk brottare som tog OS-guld i tungviktsbrottning i fristilsklassen 2004 i Aten. 